# Provinciale Wetgevende Macht van Noordwest
De Provinciale Wetgevende Macht van Noordwest (Engels: North West Provincial Legislature; Afrikaans: Noordwes provinsiale wetgewer; Sotho: Legislation ea profinse ea North West) is de volksvertegenwoordiging van de Zuid-Afrikaanse provincie Noordwest.
De Provinciale Wetgevende Macht telt 33 leden die worden gekozen voor een periode van vijf jaar. Verkiezingen voor de Provinciale Wetgevende Macht vinden tegelijkertijd plaats met de landelijke parlementsverkiezingen. De grootste partij in de Provinciale Wetgevende Macht is het Afrikaans Nationaal Congres (ANC) met 21 zetels en beschikt daarmee over een absolute meerderheid. De voornaamste oppositiepartij vormen de Economische Vrijheidsstrijders (EFF) met 6 zetels. De andere oppositiepartijen zijn de Democratische Alliantie (DA) met 4 zetels en het Vrijheidsfront Plus (FF+) met 2 zetels. Voorzitter van het parlement is Sussana Dantjie (ANC) die in 2014 in die functie werd gekozen.
Uit het midden van de Provinciale Wetgevende Macht wordt een premier gekozen die een regering (Uitvoerende Raad) samenstelt uit leden van het parlement.
De Provinciale Wetgevende Macht van Noordwest is gevestigd aan de 3138 Lucas Mangope Hwy, Mmabatho Unit 1, Mmabatho, 2790.

## Zetelverdeling

Zetelverdeling na de verkiezingen van 2019

## Lijst van voorzitters
| Naam              | Begin termijn | Einde termijn | Partij |
| ----------------- | ------------- | ------------- | ------ |
| Dimotana Thibedi  | 1994          | 1999          | ANC    |
| Johannes Selapedi | 1999          | 2004          | ANC    |
| Thandi Modise     | 2004          | 2009          | ANC    |
| Nono Maloyi       | 2009          | 2012          | ANC    |
| Supra Mahumapelo  | 2012          | 2014          | ANC    |
| Sussana Dantjie   | 2014          | heden         | ANC    |